# Црква Св. Арханђела Михаила у Доњем Матејевцу
Црква Св. Арханђела Михаила  представља заштићено непокретно културно добро као споменик културе. Подигнута је 1838. године, а припада Епархији нишкој.

## Опште информације
Црква се налази у селу Доњи Матејевац у општини Пантелеј. Према натпису изнад јужних врата подигнута је 1838. године, освећена 1842. године а живописана 1870/72. за време Никифора Максимовића
Скромнија је грађевина и правоугаоне основе, док је спољна страна апсиде рашчлањена са седам мањих ниша. Једнобродна је базлика са олтаром укупних димензија 15 х 8 м и без прозора осим три мала светларника и два отвора на врху свода цркве који имају улогу вентилације.  Узрок лошег стања живописа је прокишњавање због лоше постављеног црепа без дрвене конструкције који је био залепљен блатом. После Првог светског рата у цркви је службовао свештеник из Русије Михајло Феодорович, чијим залагањем је подигнута звонара, помоћна зграда за оставу као и парохијски дом мањих димензија.
У 19. веку  овде су службовала два свештеника: Ранђел и Ђорђе, који су и сахрањени са јужне стране цркве.
Године 1935. у цркви почиње да службује Димитрије Поповић родом из Каменице, за време чијег службовања седиште парохије постаје његова кућа у Каменици. Остаје на парохији до 1955. године када га замењује свештеник Јеленко Ђокић, родом из Горњег Матејевца који остаје до 1962. године. У његово време је дограђен један део на старом парохијском дому. У време његовог службовања трафостаница смештена је у звонару, а звона су пребачена испод самог крова звонаре где и данас стоје. Успут, „да би се сместила трафостаница“ поломљен је један стуб на звонари. Када је направљена нова трафостаница звонани су враћена на своја места.
Од 1962. године на парохију долази Драгољуб Станимировић, свештеник који је пре тога службовао у Јабланици код Крушевца. За његово време је подигнута нова црквена сала за потребе верних као и једно помоћно одељење до сале. На парохији остаје до 1982. године, када долази свештеник Миодраг Симић, који остаје све до 2013. године. У време његовог службовања подигнут је нови парохијски дом, на звонари је обијен малтер, урађена фасада и кров покривен бакром. Целокупан потпорни зид поред пута је поправљен, појачан додатком камена и лепо утопљен свежим цементом, подигнута је и нова ограда и чесма у порти.
Странице сваке нише имају оштре лучне завршетке. Испод ивице крова апсиде изведен је византијски венац од опека. Портал западних врата цркве обрађен је од камених блокова, а у централном делу архиволте и у угловима је украс у виду четворолисног фасадног мотива који асоцира на крст.
Живопис цркве је доста потамнео, а демилично и оштећен. Није искључено да се испод постојећег зидног сликарства налази старији фреско ансамбл. Црква има културно-историјске, споменичке вредности које сведоче о стваралаштву овог краја пред ослобођењем од турског ропства. У цркву је могуће ући са јужне и западне стране.
Црква Св. Арханђела Михаила изграђена је у духу традиционалног народног градитељства, са елементима старе српске црквене архитектуре.